# Mecyna asiaticalis
Mecyna asiaticalis is een vlinder uit de familie van de grasmotten (Crambidae), uit de onderfamilie van de Spilomelinae. De wetenschappelijke naam van deze soort is voor het eerst voorgesteld als Pyrausta  asiaticalis door Aristide Caradja in een publicatie uit 1916.
De soort komt voor in Turkmenistan en Kirgizië.